# Ectobius aethiopicus
Ectobius aethiopicus är en kackerlacksart som först beskrevs av Robert Walter Campbell Shelford 1910.  Ectobius aethiopicus ingår i släktet Ectobius och familjen småkackerlackor.
Artens utbredningsområde är Tanzania. Inga underarter finns listade i Catalogue of Life.